# Préjudice (film, 1998)
Pour les articles homonymes, voir Préjudice.
Pour plus de détails, voir Fiche technique et Distribution.
Préjudice ou Une action au civil au Québec (A Civil Action) est un film de procès dramatique américain réalisé et écrit par Steven Zaillian, sorti en 1998 aux États-Unis. Le film a été sélectionné à de nombreuses cérémonies de récompenses, telles qu'aux Oscars, aux Satellite Awards ou encore aux Golden Globes. Adapté du roman de Jonathan Harr (en), il met en scène un brillant avocat, interprété par John Travolta, qui a une belle carrière devant lui. Un jour, cependant, il est prêt à tout remettre en jeu pour combattre un conglomérat géant de la restauration qui a empoisonné plusieurs enfants.
Tourné dans le Massachusetts et en Californie, Préjudice est la deuxième réalisation de Steven Zaillan, après À la recherche de Bobby Fischer (1993). Si son premier film a eu un succès limité en salles, ce dernier a reçu un bel accueil de la part du public. La critique est plus mitigée, de son côté.

## Synopsis
Jan Schlichtmann est un grand avocat qui est à la tête de son propre cabinet. Il est célibataire, financièrement à l'aise et sa carrière professionnelle est fructueuse.
Un jour, dans les années 1980, l'avocat participe à une émission de radio où il est apostrophé par Anne Anderson au sujet d'une plainte qu'il a négligée : à Boston, plusieurs familles qui viennent de perdre leurs enfants de la leucémie, décident de poursuivre en justice un conglomérat géant de la restauration, en l'accusant de l'empoisonnement de leurs enfants. Schlichtmann vient à la rescousse de ces familles, pensant qu'il s'agit d'une affaire simple à plaider, lui permettant de remporter beaucoup d'argent et d'améliorer une fois de plus sa notoriété. Schlichtmann et sa société décident de représenter ces familles. Cependant, il s'avère que cette affaire pourrait le ruiner : son orgueil, son ambition et finalement sa carrière. Alors que le procès prend de l'ampleur, Jan réalise qu'il vient d'accepter la plus grande affaire de sa vie, et qu'il est prêt à courir le risque.

## Fiche technique
- Titre : Préjudice
- Titre québécois : Une action au civil
- Titre original : A Civil Action
- Réalisation : Steven Zaillian
- Scénario : Steven Zaillian, d'après le livre documentaire de Jonathan Harr (en)
- Production : Rachel Pfeffer, Robert Redford, Scott Rudin, David Wisnievitz et Steven Zaillian
- Sociétés de production : Touchstone Pictures, Paramount Pictures et Wildwood Enterprises
- Société de distribution : Buena Vista Pictures
- Budget : 60 000 000 $
- Musique : Danny Elfman
- Photographie : Conrad L. Hall
- Montage : Wayne Wahrman (en)
- Décors : David Gropman
- Costumes : Shay Cunliffe
- Pays de production : États-Unis
- Langue originale : Anglais
- Format : Couleurs - 1,85:1 - SDDS - 35 mm[2]
- Genre : Drame
- Durée : 115 minutes[1]
- Dates de sortie[3] :
  - États-Unis : 25 décembre 1998
  - Belgique et France : 28 avril 1999
- Lieux de tournage[4] : Boston, Los Angeles, Dedham, Quincy, Waltham, Northbridge, Palmer et Woburn (Massachusetts et Californie)

## Distribution
- John Travolta (VF : Renaud Marx ; VQ : Jean-Luc Montminy) : Jan Schlichtmann
- Robert Duvall (VF : Jacques Richard ; VQ : Hubert Fielden) : Jerome Facher
- Tony Shalhoub (VF : Gabriel Le Doze ; VQ : François L'Écuyer) : Kevin Conway
- William H. Macy (VF : Patrice Baudrier; VQ : Benoît Rousseau) : James Gordon
- Zeljko Ivanek (VF : Pierre-François Pistorio ; VQ : ?) : Bill Crowley
- Bruce Norris (VF : Nicolas Marié) : William Cheeseman
- John Lithgow (VF : Patrick Préjean ; VQ : Guy Nadon) : le juge Walter J. Skinner
- Kathleen Quinlan (VF : Frédérique Tirmont ; VQ : Élizabeth Lesieur) : Anne Anderson
- Peter Jacobson : Neil Jacobs
- Mary Mara : Kathy Boyer
- James Gandolfini (VF : Luc Florian ; VQ : Éric Gaudry) : Al Love
- Stephen Fry (VF : Michel Dodane ; VQ : René Gagnon) : Pinder
- Dan Hedaya (VQ : Luis de Cespedes) : John Riley
- David Thornton (VF : Antoine Tomé) : Richard Aufiero
- Sydney Pollack (VF : Bernard Tiphaine ; VQ : Benoît Marleau) : Al Eustis
- Ned Eisenberg (VQ : Denis Mercier) : l'oncle Pete
- Margot Rose : Donna Robbins
- Daniel von Bargen (VF : Benoît Allemane) : M. Granger
- Caroline Carrigan : Evelyn Love
- Paul Desmond : Paul Shalline
- Michael Byrne : Tommy Barbas
- Paul Ben-Victor (VF : Jean-François Aupied) : Bobby Pasqueriella
- Elizabeth Burnette : Lauren Aufiero
- Kaiulani Lee : Mme Granger

## Autour du film

### Réception publique
Alors qu'il a été sélectionné dans de nombreuses cérémonies de récompense, telles qu'aux Oscars, aux Satellite Awards ou encore aux Golden Globes, Préjudice a été acclamé par le public. En effet, aux États-Unis, alors qu'il n'est projeté que dans deux salles, il réalise à sa sortie une recette de 70 079 $. Il terminera son exploitation avec 56 709 981 $, dans 2 319 salles. De plus, au Royaume-Uni, il commence son exploitation avec 332 872 £ pour la terminer avec une recette brute de 1 012 571 £. Le film est par ailleurs classé 38e film de l'année 1998.
Préjudice est le deuxième film en tant que réalisateur de Steven Zaillian. Il avait précédemment tourné À la recherche de Bobby Fischer en 1993. Son premier film, bien qu'également récompensé à plusieurs reprises, avait reçu un succès public très limité. De son côté, Préjudice a bénéficié d'une large distribution dans plusieurs pays. C'est ainsi que Zaillan réalise son film le plus lucratif depuis ses débuts.

### Réception critique
Malgré un réel succès dans plusieurs cérémonies de récompense et une très bonne réception publique, la réception critique a été plutôt mauvaise. Voici une liste de certaines critiques ayant été publiées dans des magazines français.
- Le Parisien[10] : « certes, Préjudice peut être classé dans la catégorie typique et répétitive des films de prétoire américains. Heureusement, John Travolta y apporte l'éloquence du cœur ».
- Télérama[10] : « on regrettera en particulier que Steven Zaillian, tout à sa brillante mécanique narrative, finisse par simplifier à outrance la psychologie de ses personnages »
- Libération[10] : « le duel John Travolta-Robert Duvall offre deux compositions remarquables dans ce film à procès qui est avant tout l'itinéraire d'un homme vers la dignité ».
- Première[10] : « est-ce la faute à John Travolta ? C'est la question qu'on finit par se poser après ces presque deux heures de film, deux heures d'abord caractérisées par l'ambiguïté des sentiments qui nous y étreignent ».
- Le Monde[10] : « porté de bout en bout par un Travolta « habité » (mais par quoi ?), le film conte une histoire de sainteté un peu comme si Au hasard Balthazar avait été filmé par le propriétaire d'une boucherie chevaline ».

### Bande originale
Enregistrée et distribuée en 1999 en musique, la bande originale de Préjudice (ASIN B00000G3XB) a été composée par Danny Elfman pour les studios Hollywood Records. Voici la liste des pistes de l'album.
1. Walkin'
2. Civil Theme
3. River
4. And This…
5. First Landing
6. Something to Prove
7. Bills, Bills, Bills
8. Water #1
9. Trial
10. Walkin'
11. Objections
12. Why?
13. Going Down
14. 20 Bucks
15. Creep Up
16. Off the Hook
17. Harvard Club
18. Water #2
19. Night Work
20. Letter
21. At Last
22. End Credit Suite

## Distinctions

### Récompenses
- 1998 : Boston Society of Film Critics Awards du Meilleur acteur dans un second rôle
- 1999 : Florida Film Critics Circle Awards du Meilleur acteur dans un second rôle
- 1999 : Prix des droits de l'homme au Political Film Society (de)
- 1999 : Screen Actors Guild Awards du Meilleur acteur dans un second rôle
- 1999 : USC Scripter Award (en)

### Nominations
- 1999 : Nommé au Prix de la meilleure adaptation au Writers Guild of America
- 1999 : Nommé au Satellite Award du meilleur acteur dans un second rôle
- 1999 : Nommé au Prix du meilleur film au Humanitas Prize
- 1999 : Nommé au Golden Globe du meilleur acteur dans un second rôle
- 1999 : Nommé au Prix du meilleur acteur dans un second rôle au Chicago Film Critics Association Awards
- 1999 : Nommé au Blockbuster Entertainment Awards du meilleur acteur et du meilleur acteur dans un second rôle
- 1999 : Nommé à l'Oscar du meilleur acteur dans un second rôle et de la meilleure photographie